# Eduardo de Norwich, 2.º Duque de Iorque
Eduardo de Norwich, 2.º Duque de York, 2.º Conde de Cambridge, Conde de Rutland, Conde de  Cork, Duque de Aumale KG (1373 – 25 de outubro de 1415) foi um nobre, escritor e guerreiro inglês, morto na Batalha de Agincourt durante a Guerra dos Cem Anos.

## Antecedentes familiares
Eduardo era filho de Edmundo de Langley, 1.º Duque de York, e sua primeira esposa Infanta Isabel de Castela. Pela via masculina, era neto de Eduardo III de Inglaterra e Filipa de Hainaut. Pelo ramo feminino, seus avós foram Pedro I de Castela (chamado el Cruel) e Maria de Padilla. Cavaleiro da Ordem da Jarreteira nomeado em 1387, era também primo do rei Ricardo II, que em 1390 o nomeou barão de Rutland e duque de Aumale em 1397.
Com oito anos de idade, Eduardo foi levado para Lisboa por seu pai e desposou Beatriz, filha do rei Dom Fernando I de Portugal, em 29 de agosto de 1381, como parte da aliança entre Inglaterra e Portugal contra Castela, mas depois de uma aproximação entre Portugal e Castela, o casamento foi anulado por dispensa papal, e Beatriz casou com o rei Dom João I de Castela. Casou-se então com a viúva Filipa de Mohun, que não lhe deu filhos.

## Problema político
A proximidade com o rei o converteu, depois do assassinato deste pelo usurpador do trono, Henrique IV, em um nobre degradado que tinha perdido todo o favor da corte. Por consequência, o novo monarca retirou-lhe seus títulos e possessões. Ressentido, Eduardo promoveu em 1400 uma revolta contra Henrique, mas então aparentemente traiu seus companheiros para recuperar os favores do soberano. Dois anos mais tarde, sucedeu a seu pai no ducado de York.

## Agincourt
Reconciliado com Henrique IV, Eduardo tornou-se uma referência muito próxima para seu filho, Henrique V. O rei confiava nos seus dotes militares, já que Eduardo era um veterano da campanha contra a Escócia sob Ricardo II. Em consequência, o convocou para o desembarque na França quando o jovem rei cruzou o Canal da Mancha para tentar por fim à Guerra dos Cem Anos.
Na Batalha de Agincourt, Eduardo colaborou com 100 homens de armas e 300 arqueiros montados, o estandarte de York subiu junto ao do rei, do Estado e dos mais importantes nobres ingleses, no centro da sua vanguarda.
A respeito de sua morte, há duas teorias contrapostas, cada uma delas avalizada por testemunhos presenciais. Uma delas afirma que Eduardo recebeu um golpe de maça no crânio que o matou de forma imediata. A segunda refere que, derrubado por um golpe e inconsciente, foi jogado em uma pilha de cadáveres. Muitos outros corpos (de homens e cavalos) foram empilhados sobre ele e provocaram sua morte por sufocamento.

## A sucessão
Após a morte do duque de York, o ducado, depois de algumas peripécias políticas, passou a seu sobrinho Ricardo de York.

## Títulos e armas

### Títulos
- Duque de York (1 de agosto de 1402 - 25 de outubro de 1415)
- Conde de Cambridge (1 de agosto de 1402 - c. 1414)
- Duque de Aumale (29 de setembro de 1397 - 3 de novembro de 1399)
- Conde de Rutland (25 de fevereiro de 1390 - 1 de agosto de 1402)
- Conde de Cork (c. 1395)

## Obra literária
Escreveu The Master of the Game, um célebre tratado sobre a arte cinegética, baseando-se em sua própria tradução do Livre de Chasse do conde de Foix (Gastón Phoebus). Cinco capítulos desta obra são da pluma de Eduardo.